# 弗朗西丝·施罗思
弗朗西丝·施罗思（英語：Frances Schroth，1893年4月11日—1961年10月6日），美国女子游泳运动员。她曾代表美国参加1920年夏季奥林匹克运动会游泳比赛，获得一枚金牌和二枚铜牌。